# Kustaa Hiekka
Kustaa Hiekka (till 1919 Lindell), född 12 oktober 1855 i Letala, död 1 maj 1937 i Tammerfors, var en finländsk guldsmed och donator.
Hiekka grundade 1899 jämte två kompanjoner guldsmedsaffären Suomen kultaseppä Oy i Tammerfors, där han även i drygt 30 år var medlem av stadsfullmäktige. Han var även en ivrig konstsamlare. Han donerade 1931 en fastighet i Tammerfors jämte en tavel- och skulpturkollektion av huvudsakligen inhemska konstnärer till stiftelsen Kustaa Hiekan säätiö, som hade bildats för ändamålet och upprätthåller ett konstmuseum.
Hiekka förlänades ekonomiråds titel 1935.